# Paul Wolfram
Paul Wolfram (ur. 1900, zm. ?) – zbrodniarz hitlerowski, kierownik kamieniołomów w obozie koncentracyjnym Gusen I i SS-Untersturmführer.
Z zawodu kupiec. Od 4 grudnia 1940 był cywilnym kierownikiem kamieniołomu w obozie Gusen I. W 1944 wstąpił do Waffen-SS i już jako esesman kierował wyżej wymienionym kamieniołomem do 2 maja 1945. Wolfram był odpowiedzialny za wyżywienie i odzież więźniów oraz przydzielał ich do określonych komand roboczych w kamieniołomach. Dbał również o dyscyplinę tam panującą. Zachęcał esesmanów i kapo do bicia więźniów, którzy zbyt wolno pracowali. Tych słabych i chorych wysyłał do obozu głównego Mauthausen celem eksterminacji. Wolfram przedstawiał również raporty, na podstawie których władze obozu okrutnie karały więźniów. Niezależnie od tego warunki pracy w kamieniołomie były powodem wysokiej śmiertelności.
Wolfram został osądzony za swoje zbrodnie przez amerykański Trybunał Wojskowy w Dachau w dniach 15-16 października 1947. Udowodniono mu dokonanie zabójstwa trzech więźniów i wymierzono karę dożywotniego pozbawienia wolności.